# 3,4-亚甲二氧基-N-异丙基苯丙胺
3,4-亚甲二氧基-N-异丙基苯丙胺（简称MDIP、MDIPA）是苯乙胺和苯丙胺化学类别的精神药物，可作为诱因、迷幻剂和兴奋剂。它是3,4-亚甲二氧基苯丙胺（MDA）的N-异丙基类似物。MDIP最早由亚历山大·舒尔金合成。在他的书《PiHKAL》中，最小剂量被列为250毫克。MDIP产生一个温和的阈值。人们对MDIP的药理学、药代动力学、作用和毒性知之甚少。